# アマティ (楽器メーカー)

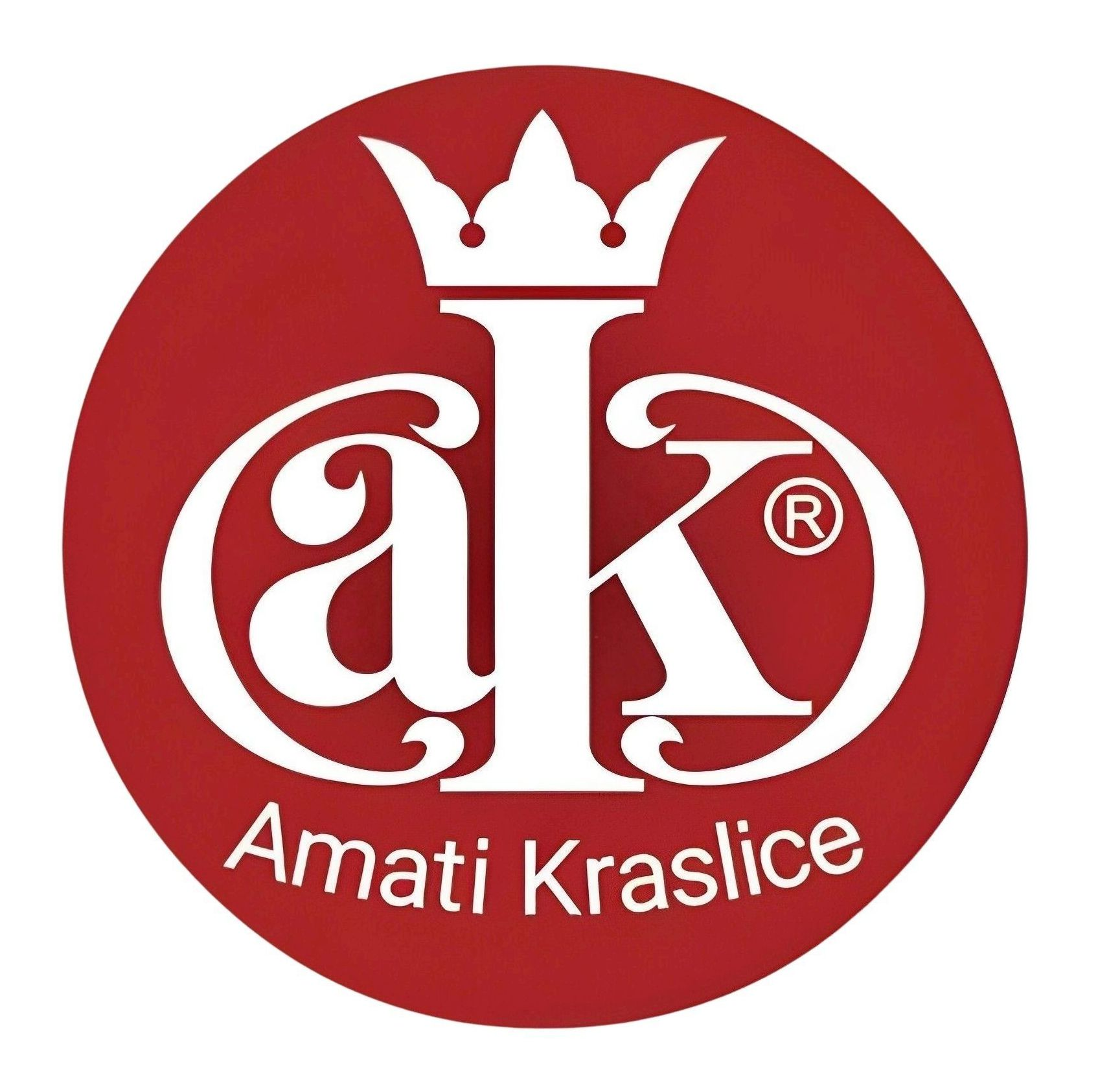
Logo

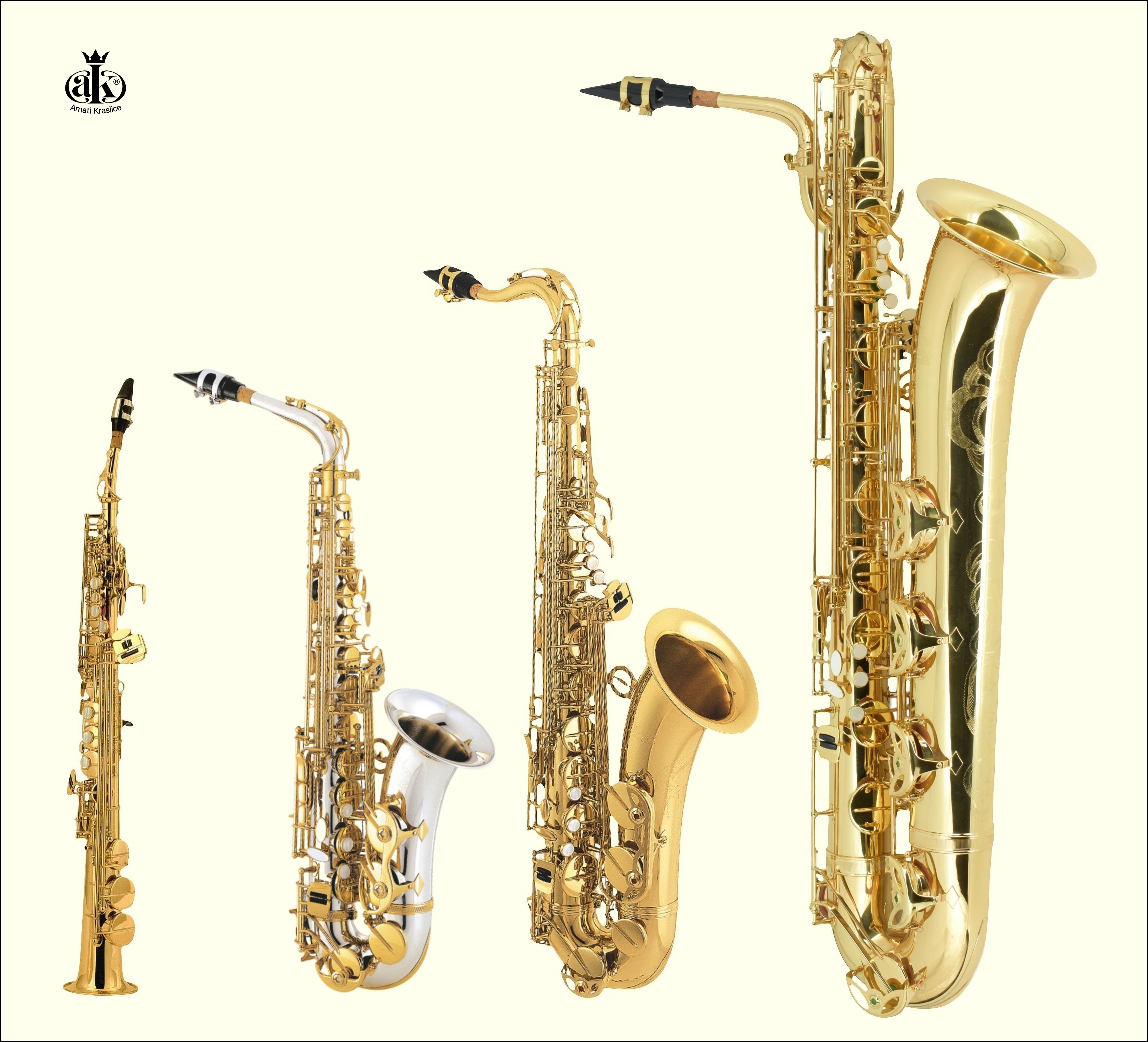
アマティのサクソフォーン各種

アマティ（Amati Kraslice）は、チェコの楽器製造会社。
工房は、チェコのドイツ国境近くの町、クラスリッツなどに存在する。
金管楽器、木管楽器、打楽器と幅広く製造を行っているが、日本国内においては 主にファゴット等のメーカーの一つとして知られており 製品も流通している。
また、チンバッソ、ヘリコーン等といった普段見かける事の少ない、マイナーな管楽器を数多く製造しているのが特徴。日本では生産中止になったベルダウンのメロフォンも製造している。

## 歴史
第二次世界大戦以前、クラスリッツ（Kraslice。ドイツ語でグラスリッツ（Graslitz））はズデーテン地方の自治体の一つで、チェコスロバキアの町でありながらドイツ人も多く、ほとんどの人はドイツ語を話していた。
戦前のクラスリッツには、Hüller & Co、Bohland & Fuchs、A.K. Hüttlやユリウス・カイルヴェルトなど、59もの楽器製造工房があった。戦時中、その生産力の多くは軍需品の生産に転用されるか、操業停止を余儀なくされた。
戦後、ドイツ語を話すクラスリッツの住民の多くはドイツへ追放され、残った人々はほとんどがチェコ民族だった。このように追放された楽器製造メーカーの中には、ドイツのMusikwinkelのように違う場所で事業を継続する会社もあった。
クラスリッツに残った楽器製造者たちは協同組合を組織し、バイオリン製造で有名なアマティ家の名前にちなんでAmatiと名付けた。1948年、新たに当選した共産政権によって、他のすべての製造業、農業と同様にAmatiも国営化された。
1993年に民営化され、社名にDechové nástroje Kraslice（Wind Instruments Kraslice）の頭文字を取った「Denak」を加えた。今ではヨーロッパで3大楽器メーカーの1つとなったAmatiは、それぞれ独立した会社であったAmatiとStowasser、V. F. Červený & Söhneのブランドを所有している。
Amatiの従業員は約200名。主な工場はチェコ共和国の西側に位置するクラスリッツにあり、木管楽器と金管楽器を製造。第2工場はHradec Králové（フラデツ・クラーロヴェー）にあり、VF Červenýのすべてのロータリーバルブ楽器はここで作られている。Amatiでは工場見学を行っており、楽器製造の最初から最後までを見学することができる。
しかしながら、Amatiは安いアジア製品との競合、熟練工や取引先の不足、幾度もの身売りなどに苦戦している。

## 近況
2019年11月、裁判所がAmatiの破産を宣告した。負債額は1億4,000万チェコ・コルナ以上。自力での再建は難しく、イギリスの親会社は2019年末で全従業員を解雇し、会社を精算する意向である。しかし、Amatiの買収に興味を示している企業が数社あり、35名の従業員が解雇されたが、残った115名の従業員により現在でも楽器の生産は続けられている。
2021年2月、RIQ Investmentsという投資会社が親会社となった。Amatiの資産価値は1億3,150万チェコ・コルナと見積もられていたが、2,650万チェコ・コルナでの売却となった。
破産管理人によると、最終的な売却額は資産価値に遠く及ばなかったが、今回の競売は成功だったと考えられている。新型コロナウィルス感染症の影響で、アマティ買収への関心は低かったからだ。
「我々はできる限り多くの方に声を掛けました。しかし、当初は関心を示していたヨーロッパの大メーカーでさえも、結局は手を挙げませんでした。彼らは売れ残りの在庫を抱えた状況で生産量を増やす必要がなかったのです。」
チェコ第2の都市ブルノを拠点とするRIQ Investments社は楽器業界では新参者で、不動産や水力発電への投資、採掘場の経営など他のいくつかの事業を行っている。

2021年4月、最大の債権者であるUniCredit Bankが買収額を不服として売却を撤回した。RIQ Investments社は法的措置を検討している。

2022年3月現在、社名はAMATI Krasliceに変更されていて、同社のウェブサイトには以下の記述がある。
「2021年、外国のオーナーによる儲けにならないアプローチのおかげで、Amatiは破産寸前で倒産処理手続きが始まったことに気づいた。新しいオーナーはAmatiを救い、協同組合へと転換させた。同時に彼はAmatiに1億チェコ・コルナ以上の投資をし、失われた栄光と世界的な名声を取り戻そうとしている。」